# أبيلخان أمانكول
أبيلخان أمانكول مواليد 29 يوليو 1997 في طراز، هو ملاكم محترف كازاخستاني. حقق الميدالية الفضية في دورة الألعاب الآسيوية 2018.

## الميداليات
| الميدالية | المسابقة                   |
| --------- | -------------------------- |
| فضية      | دورة الألعاب الآسيوية 2018 |

## روابط خارجية
- أبيلخان أمانكول على موقع بوكس ريك (الإنجليزية) (registration required)
- أبيلخان أمانكول على موقع اللجنة الأولمبية الدولية (الإنجليزية)
- أبيلخان أمانكول على موقع أوليمبيديا (الإنجليزية)